# 빅토르 아임
빅토르 아임(Victor Haïm, 1935년 ~ )은 프랑스의 극작가, 영화와 텔레비전 시나리오 작가, 배우, 연출가이다.

## 생애
프랑스 오드센 지방에 있는 아니에르에서 1935년 유대계 그리스인과 터키인 부모 사이에서 태어났다.
작품을 쓰기 시작한 이래로 현재까지 50여 편의 작품을 발표했으며 대부분 작품성을 인정받았다. 사회적인 문제에 관심을 갖고 유머로 세태를 꼬집는 현실 참여 작가로 알려져 있다. 사르트르, 브레히트, 골도니에게서 영향을 받았다. 노익장을 과시하며 현재까지 꾸준히 새로운 작품을 발표하고 있다. 작품마다 다양한 인간 군상을 등장시켜 인간의 비극적이면서도 우스꽝스럽고 초라한 모습을 그린다. 뿐만 아니라, 사회와 권력의 모순과 폐해, 부조리를 유머와 재치가 넘치는 문체로 비틀어 풍자하고 꼬집는다. 모든 작품이 ‘인간에 의한 인간의 굴욕’이라는 주제를 담고 있으며 대부분 코믹하게 그려지지만 본질은 비극적이다. 이런 이유로 아임은 자신을 ‘인간적인 인간 혐오자’라 부르기도 한다. 1983년부터 1994년까지 교육자로서 여러 연극 학교와 대학에서 공연 예술, 연기를 지도하며 후배 양성에도 힘을 쏟았다. 또한 ‘극예술작가·작곡가협회(SACD)’ 이사회 위원으로 활동하며 극예술인들의 권리 보호에 적극적으로 앞장서고 있다. 한편 프랑스연극센터 사무국장직을 맡아 연극 진흥에 많은 노력을 기울였다.